# Julio César Grauert
Julio César Grauert (Montevideo, 13 de novembre de 1902 - ibídem, 26 d'octubre de 1933) fou un polític uruguaià pertanyent al Partit Colorado i víctima del règim de Terra.

## Biografia
Grauert va ser advocat i periodista de professió. El seu germà Héctor Grauert (1907–1991) també va ser un polític destacat.
El 1929 va ser elegit diputat pel seu partit.
Va exercir una fèrria oposició a la dictadura, i el 1933 en complir-se quatre anys de la mort de José Batlle y Ordóñez, al costat d'altres correligionaris del batllisme, van decidir fer diversos actes d'homenatge, demostrant oposició a la dictadura. Va ser així que el 23 d'octubre al vell teatre Escudero de la ciutat de Minas, departament de Lavalleja, van realitzar un gran i emotiu acte de repudi a la dictadura de Terra.

### Mort i repercussió
Va morir després d'un enfrontament amb les forces de seguretat durant la dictadura de Gabriel Terra Leivas. Va ser el primer legislador i periodista assassinat per una dictadura a l'Uruguai.
Més de 30.000 persones van fer un recorregut pels carrers de Montevideo en senyal de protesta per la mort de Grauert. Entre els seus successors polítics destaca la senadora i futura ministra d'Educació Alba Roballo, militant del Partit Colorado i co-fundadora de la coalició esquerrana coneguda com a Front Ampli.